# Osmia rufa

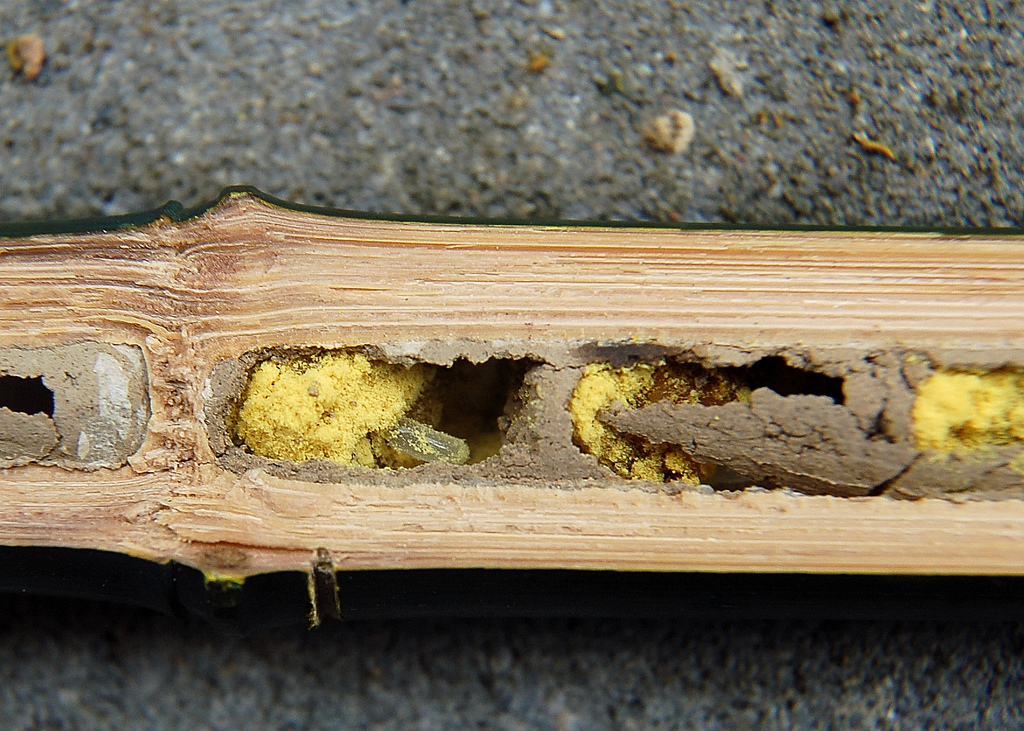
Niu dOsmia rufa

Osmia rufa és una espècie d'himenòpter de la família dels megaquílids. El seu epítet específic (rufa) significa que és de color roig. No són abelles agressives i només piquen si se les estreny fortament entre els dits

## Característiques
Està coberta de pilositat abundant. La femella és més grossa que el mascle i té dues grans banyes al cap (d'on prové el nom del seu sinònim, Osmia bicornis). El fibló de les femelles és molt més petit que el de les abelles de la mel o el de les vespes.

## Història natural
Osmia rufa és més activa durant la primavera i el principi de l'estiu. Fa nius en forats preexistents fins i tot en els forats del pany de les portes. Viuen en grups i alimenten les seves larves emmagatzemant pol·len i petites quantitats de nèctar. Osmia rufa és un excel·lent insecte pol·linitzador, particularment en les pomeres.
Aquestes abelles són més actives durant la primavera i principis d'estiu. Cada any es forma una nova generació d'abelles,que apareixen a la primavera. Els ous es desclouen una setmana després de la posta dins les cel·les de cria, i les larves es desenvolupen durant l'estiu. Les larves comencen a filar un capoll aproximadament un mes després de l'eclosió i entren a l'etapa de pupa.
Les abelles esdevenen adultes a la tardor, però romanen quietes dins els capolls ja que hibernen com a adults; la taxa metabòlica de l'imago disminueix perquè ha de tenir prou menjar per sobreviure tot l'hivern. Finalment emergeixen com a abelles madures a la primavera següent.
Les larves mascles es col·loquen davant de les femelles dins del niu, la qual cosa permet que els mascles surtin primer a la primavera. Concretament, els ous femelles es posen a les cel·les de cria interiors, mentre que els mascles es posen a les exteriors. En emergir, les femelles volen unes vuit setmanes. Aquestes abelles emmagatzemen majoritàriament pol·len humitejat amb una petita quantitat de nèctar, que es el menjar per les larves durant l'estiu abans de descansar durant l'hivern en el capoll.

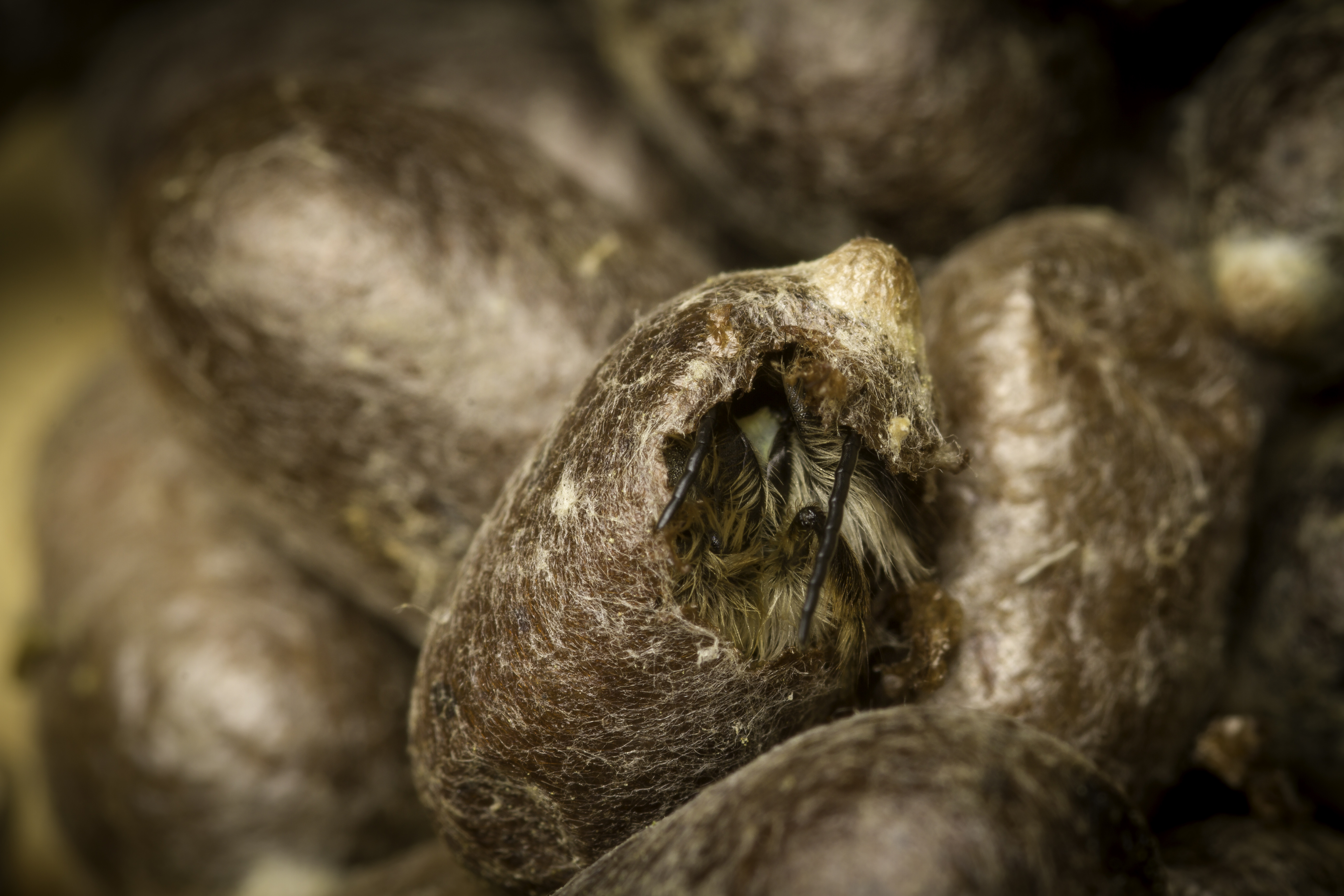
Eclosió d'un capoll

## Distribució
Osmia rufa té una distribució europea i a més al Nord d'Àfrica, Turquia i l'Iran.